# Leonor Sauri Santisteban
Leonor Sauri Santisteban (Lima, 1840 - 1890) fue una poeta peruana, que formó parte de la primera generación de mujeres ilustradas del Perú.
Hija de Juan Saury y Antonia Santisteban. Desde temprana edad se aficionó por la lectura y la creación poética, y al constatar su talento, Ignacio Novoa y Vicente Piedrahíta, que eran destacados hombres de letras, le dieron lecciones y consejos para que perfeccionara su arte.
Sus primeros poemas aparecieron en los diarios El Comercio (1868) y El Correo del Perú (1871-1872), firmados con el seudónimo de Angélica del Pont. Debido a la favorable acogida que tuvo, reveló su identidad y en adelante, colaboró en varias revistas y semanarios: La Bella Limeña (1872), La Alborada (1874-1875), La Perla del Rímac (1878), El Progreso (1884), Perlas y Flores (1885) y El Perú Ilustrado (1886-1890).
Tres de sus composiciones merecieron ser incluidas en el Parnaso peruano, compilación de la poesía peruana realizada por José Domingo Cortés. Ellas se titulan: «A una alondra», «Mi llanto» y «Jamás te olvidaré» (1875).
También leyó sus versos en las célebres veladas literarias que la escritora Juana Manuela Gorriti organizara en Lima entre 1876 y 1877. Sus versos son de carácter intimista y melancólico. Pese a su abundante producción poética, no llegó a publicar libro alguno.